# Can Bàscara
Can Bàscara és una masia de Girona inclosa a l'Inventari del Patrimoni Arquitectònic de Catalunya.

## Descripció
És una masia de planta rectangular de planta baixa i un pis, amb golfes, de composició diversa. Obertures de pedra i llindes planeres. Amb dos accessos deguts al desnivell, darrere l'era amb accés per la cuina al primer pis i a la façana principal. La porta de pedra de llinda planera amb inscripció BALDIRI RIBA 1740. A la façana posterior, i dons de la mateixa planta de la casa, hi ha una pallissa amb accés per un arc de pedra i de punt rodó. Teulat amb carener perpendicular a façana. L'actual façana lateral esquerra podria ser una ampliació posterior, pel canvi de material existent.

## Història
L'actual propietari l'ha arranjada molt acuradament, tot i la intromissió d'algunes obertures de pedra a la façana lateral esquerra.